# Joseph Levis
Joseph Levis (n. 20 iulie 1905, Boston, Massachusetts, SUA – d. 20 mai 2005, Brighton⁠(d), Boston, Massachusetts, SUA) a fost un scrimer american, medaliat olimpic. A participat la 3 ediții ale Jocurilor Olimpice (1928, 1932, 1936) în care a câștigat o medalie de argint.